# Vem sköt?
Vem sköt? är en svensk dramafilm från 1917 i regi av Konrad Tallroth. 

## Om filmen
Filmen premiärvisades 26 februari 1917 på biograf Metropol i Malmö. Den spelades in i Svenska Biografteaterns ateljé på Lidingö med exteriörer från Ericsbergs slott i Södermanland av Ragnar Westfelt. 

## Rollista (i urval)
- Alfred Lundberg – greve Erik von Ure till Uresholm
- Konrad Tallroth – greve Kuno von Ure, Eriks son
- Richard Lund – Jörgen Ager, förvaltare
- Karin Molander – Agnes Torp, adoptivdotter
- John Ekman – kapten Fritz von Ure, Kunos kusin
- Erland Colliander – Gustav Torp, trotjänare på Uresholm
- Mathias Taube – testamentsexekutorn
- Albert Ståhl – en av Fritz von Ures vänner